# Bregtje van der Haak

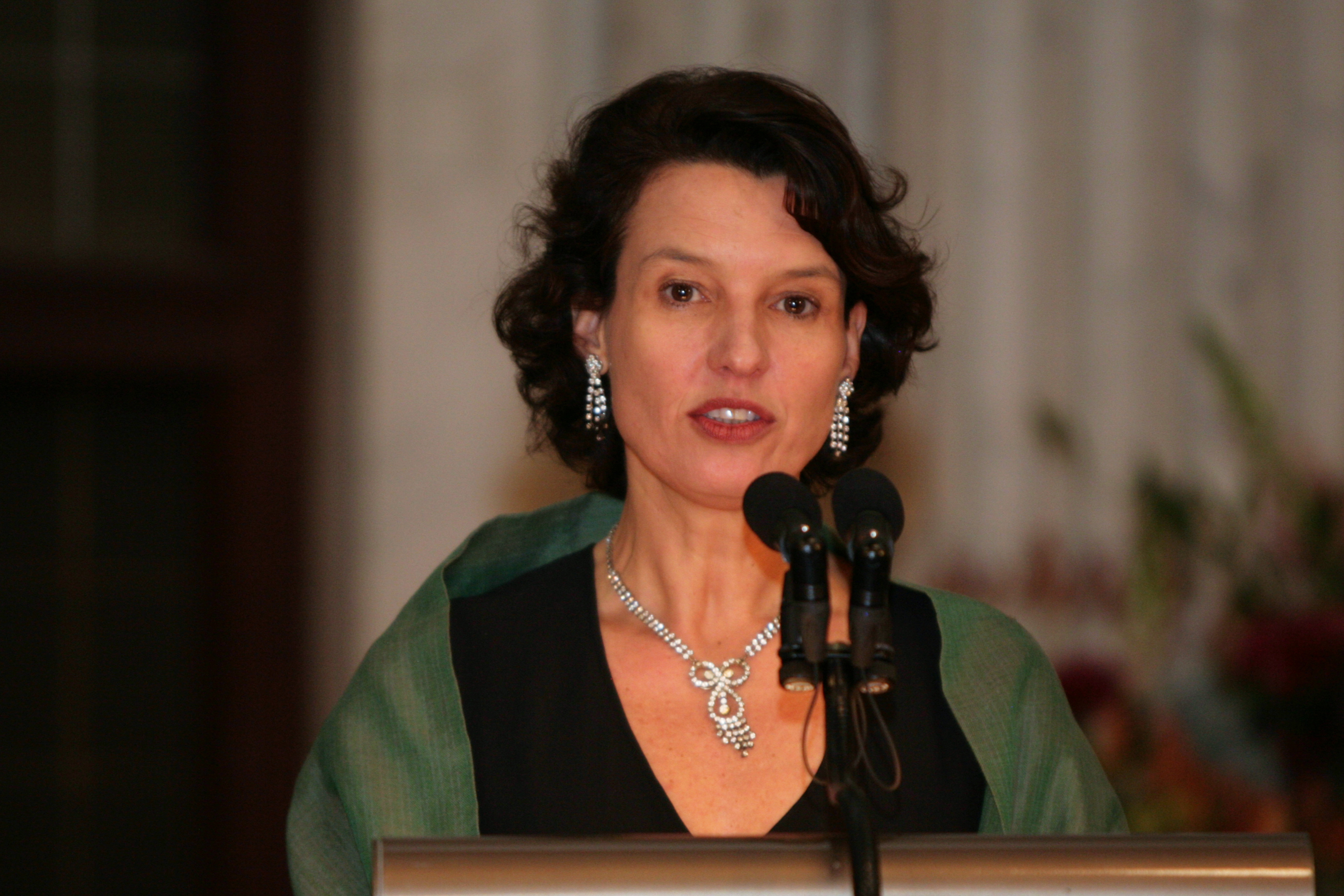
Van der Haak (2015)

Bregtje van der Haak (Utrecht, 15 juni 1966) is een Nederlands regisseur en documentairemaker. Ze is sinds 2023 directeur van Eye Filmmuseum in Amsterdam.

## Leven
Van der Haak volgde diverse studierichtingen: dans in Parijs, rechten en politicologie in Amsterdam en politieke theorie en journalistiek in New York. 
Haar loopbaan begon als programmamaker bij de NPO. Vanaf 1998, toen ze door eindredacteur George Brugmans werd uitgenodigd een uitzending voor het programma Laat op de avond na een korte wandeling te maken, concentreerde ze zich op werk voor de VPRO. Een van de eerste documentaires voor die omroep was Leven en werken, over de 'yuppen' van het KNSM-eiland. Ze was een van de initiatiefnemers achter Metropolis TV en samen met George Brugmans van Eeuw van de stad, een project van de VPRO en de Internationale Architectuur Biennale Rotterdam. In 2005 maakte ze samen met Alexander Oey een van de eerste interactieve documentaires Lagos Wide & Close. 
Van der Haak werd bekend van documentaires die zij heeft gemaakt over de Arabische wereld. Voor VPRO's Tegenlicht-documentaire Saoedische oplossingen filmde zij in 2005 (gesluierd) als eerste Nederlandse vrouw in Saoedi-Arabië. Dit was aanleiding om haar uit te nodigen voor een Arabische praatprogramma van Kalam Nawaem. In 2006 werd Van der Haak uitgeroepen tot Mediavrouw van het Jaar (Martha Hering Broche 2006). Eind 2006 werd zij samen met Frank Wiering tijdelijk benoemd tot hoofdredacteur VPRO televisie. In 2008 droeg ze het hoofdredacteurschap over aan Karen de Bok. Vanaf 2007 volgde ze samen met Aftermath Netwerk van Manuel Castells de gevolgen van de kredietcrisis op het sociale vlak. 
Als eindredacteur was Van der Haak ook actief voor het kunstprogramma R.A.M. en maakte zij documentaires voor DNW/Rooksignalen uit de nieuwe wereld en tussen 1998 en 2022 bij het eerdergenoemde Tegenlicht. Ze stopte na project Archief van de Toekomst bij Tegenlicht.
Op 1 maart 2023 begon ze aan een nieuwe functie, ze werd als opvolger van Sandra den Hamer directeur van Eye Filmmuseum.

## Werk (selectie)
- 1995 Laat op de avond na een korte wandeling...
- 1997 Small, Medium, Large
- 1998 DNW
- 1998 Leven en werken
- 1999 Gaat Heen en Vermenigvuldigt U!
- 2002 Lagos/Koolhaas
- 2002 Bonanza, Documenta 11
- 2005 Tegenlicht: Saoedische oplossingen
- 2007 Wide Angle, Dishing Democracy
- 2007 Satellite Queens
- 2010 Tegenlicht: Waar is de woede?
- 2013 Tegenlicht: De Techmens
- 2014 Tegenlicht: Hoe echt is echt?
- 2016 Tegenlicht: Offline als luxe
- 2018 Ubiquity